# Лазурь (река)
Лазу́рь — небольшая река в России, протекает в черте города Тверь, правый приток Тьмаки. Представляет собой застойный водоём, скорость течения воды — 0,03 м/с.

## История
Начиналась в болоте на месте современной дороги от Московского шоссе до очистных сооружений. Сейчас река превращена в каскад прудов, ниже последнего из них заключена в трубы.
В XVII—XVIII вв. на берегах Лазури располагалась ямская слобода. К концу XVIII в. правый берег застроен одноэтажными деревянными постройками, относившимися к Загородному посаду. Река стала южной границей города. На левобережье находились предприятия лесозаготовительного промысла. В конце XVIII века не правом берегу реки был построен «солодовенный завод», давший имя улице, проходящей вдоль правого берега.
На левом берегу реки Лазурь располагались два кожевенных завода: один чуть выше ручья, купца Шкваркина, другой — близь ручья Лазури купца Шишкина, получившего разрешение на него в 1869 году, напротив современного Военного университета ПВО им. Г. К. Жукова.
Река Лазурь сильно изменилась с тех времен под влиянием построенных в разное время насыпей и дамб. Первую насыпь соорудили в 1811—1812 гг от берегов Тьмаки в направлении к Лазури вдоль правого берега среднего и нижнего течения до места, где сегодня расположился Смоленский переулок. Насыпи строились для предотвращения затопления строений.
При строительстве Николаевской железной дороги и станции «Тверь», шоссе, ведущему к станции, была засыпана часть нижней долины Лазури. Изначально планировались пропускные сооружения для стока Лазури в Тьмаку, но при расширении строительства, а именно строительстве дополнительного путепровода (трамвайных путей) к станции, сток из Лазури в Тьмаку практически был перекрыт.
В 1863—1869 гг была построена товарная ветка железной дороги от станции «Тверь» до мукомольной мельницы братьев Коняевых и дровяных складов, находившихся на берегу Волги, что привело к вторичному перекрытию долины реки насыпью. Система реки была нарушена, сток прекратился, на месте реки остались лишь несвязанные между собой, стоячие пруды.
В 2017—2018 годах проводилась расчистка русла реки.